# Vladímir Tíjonov
Vladímir Valérievich Tíjonov (n. 31 de octubre de 1956) es un exgimnasta artístico ruso, que compitió representado a la Unión Soviética consiguiendo ser subcampeón olímpico en 1976 en el concurso por equipos.

## 1976
En los JJ. OO. de Montreal gana la medalla de plata en el concurso por equipos —la Unión Soviética queda tras Japón (oro) y por delante de Alemania del Este (bronce)—; sus compañeros de equipo eran: Nikolái Andrianov, Aleksandr Ditiatin, Guennadi Krysin, Vladímir Marchenko y Vladímir Markelov.